# 蒂恩·斯爾比奇
蒂恩·斯爾比奇（1996年9月11日—）是一名克羅地亞男子競技體操運動員，他代表克羅地亞隊參加了日本舉行的2020年夏季奧林匹克運動會，並且在男子單槓比賽上獲得銀牌。